# 花ヶ前盛明
花ヶ前 盛明（はながさき もりあき、1937年〈昭和12年〉11月2日 - ）は、日本の歴史学者、郷土史学者、宮司。元高等学校教諭。

## 経歴
新潟県直江津市（現：上越市）出身。
新潟県立直江津高等学校を経て國學院大學文学部卒業。國學院大學大学院修士課程（日本史学専攻）修了。
桑田忠親門下。
越後一の宮居多神社宮司（第44代）。
元新潟県立安塚高等学校、新潟県立柿崎高等学校教諭、新潟県立直江津高等学校教諭。
新潟県文化財保護指導委員、上越市文化財調査審議会委員、上越郷土研究会会長、新潟出版文化賞選考委員などを務める。
大谷吉継や上杉氏、とりわけ上杉謙信に関する著書が多く、上杉氏及び越後国史に関しての第一線級の学者とされる。
2010年（平成22年）、地域文化功労者文部科学大臣賞受賞。

## 著書

### 単著
- 花ヶ前盛明『桝形城』 越路町教育委員会、1975年。

- 花ヶ前盛明『新潟県人物小伝　上杉謙信』 新潟日報事業者、2010年。ISBN 978-4861323850

- 花ヶ前盛明『上杉謙信【新装版】』 新人物往来社、2007年。ISBN 978-4806194071
- 花ヶ前盛明『上杉謙信と春日山城』 新人物往来社、1984年。ISBN 978-4404012173
- 花ヶ前盛明『上杉謙信 ゆかりの地を訪ねて』新潟日報事業所、2002年。ISBN 978-4888629225
- 花ヶ前盛明『新編上杉謙信のすべて』新人物往来社、2008年。ISBN 978-4404035110

- 花ヶ前盛明『上越の史跡と人物』上越タイムス社、2002年。ISBN 978-4902068016
- 花ヶ前盛明『中世越後の歴史』新人物往来社、1986年。ISBN 978-4404013880
- 花ヶ前盛明『上杉謙信大事典 コンパクト版』新人物往来社、2002年。ISBN 978-4404029591
- 花ヶ前盛明『上杉景勝のすべて』新人物往来社、1995年。ISBN 978-4404021809
- 花ヶ前盛明『越後上杉一族』新人物往来社、2005年。
- 花ヶ前盛明『越佐の神社 式内社六十三』新潟日報事業所、2002年。ISBN 978-4888629430
- 花ヶ前盛明『上杉謙信 謎解き散歩』中経出版、2013年。ISBN 978-4046000934
- 花ヶ前盛明『佐々成政のすべて』新人物往来社、2002年ISBN 978-4404029546
- 花ヶ前盛明『前田利家のすべて』新人物往来社、1999年。ISBN 978-4404028266
- 花ヶ前盛明『上杉謙信大事典』新人物往来社、1997年。ISBN 978-4404024626
- 花ヶ前盛明『大谷刑部のすべて』新人物往来社、2000年。ISBN 978-4404028570
- 花ヶ前盛明『直江兼続のすべて 新装版』新人物往来社、2008年。ISBN 978-4404035479
- 花ヶ前盛明『直江兼続大事典』新人物往来社、2008年。ISBN 978-4404034564
- 花ヶ前盛明『新潟県の不思議事典』新人物往来社、1998年。ISBN 978-4404025944
- 花ヶ前盛明『直江兼続のすべて』新人物往来社、1993年。ISBN 978-4404020093
- 花ヶ前盛明『越後上杉一族』新人物往来社、2005年。

### 共著
- 吉原賢二;花ヶ前盛明『夏戸城のロマン: 現代へのメッセージ 上杉謙信のつわものたちの城と歴史』新人物往来社、1999年。ISBN 978-4916074362
- 花ヶ前盛明;横山昭男『図説上杉謙信と上杉鷹山』河出書房新社、1999年。ISBN 978-4309726250

## 出演
- 『歴史探偵』第96回「戦の神 上杉謙信」（2023年10月4日、NHK総合）